# Chardonnay (Saône-et-Loire)
Chardonnay település Franciaországban, Saône-et-Loire megyében. Lakosainak száma 206 fő (2022. január 1.). Chardonnay Uchizy, Grevilly, Lugny, Ozenay és Plottes községekkel határos.

## Népesség
A település népességének változása:
| Lakosok száma | 199  | 200  | 197  | 199  | 203  | 205  | 205  | 206  |
|               | 2013 | 2015 | 2017 | 2018 | 2019 | 2020 | 2021 | 2022 |